# Robert Pohl
Pour les articles homonymes, voir Pohl.
Robert Wichard Pohl (né le 10 août 1884 à Hambourg et mort le 5 juin 1976 à Göttingen) est un physicien allemand connu pour ses travaux pionniers sur l'incandescence, la phosphorescence et l'effet photoélectrique.
En 1938, Robert Pohl a construit à l'université de Göttingen, avec son collaborateur Rudolf Hilsch (de), le premier modèle de transistor composé de trois électrodes introduites dans un cristal de bromure de potassium.
Il est, avec James Franck, un des pères de la physique moderne appliquée. Le prix Nobel Nevill Mott a, en 1980, résumé ainsi la place de l'institut Pohl de Göttingen : « R. W. Pohl, de Göttingen, est selon moi le véritable père de la physique de l'état solide. »

## Biographie

### Jeunesse et formation
Robert Wichard Pohl est né à Hambourg d'un ingénieur en constructions navales, Eugen Robert Pohl, et de sa femme Martha, fille de Wichard Lange et nièce de Wilhelm Middendorff (de), qui avait fondé avec Friedrich Fröbel la première école maternelle d'Allemagne.
Il effectua ses études secondaires de 1895 à 1903 au Johanneum de Hambourg, puis partit étudier les sciences naturelles au premier semestre de 1903 à Heidelberg. Il y fit la connaissance de James Franck, avec lequel il sera ami (avec une interruption de 1933 à 1956) jusqu'à sa mort en 1964. Au second semestre 1903, il s'inscrit en physique à l'université de Berlin. Dès 1904, il travaille à l'Institut de Physique sous la direction d'Emil Warburg sur l'action des décharges électriques continues dans l'ammoniac et dans l'azote, thème qui deviendra son sujet de thèse et donnera la matière de sa première publication. Il y avait été engagé par Bernhard Walter (de) du laboratoire impérial de physique de Hambourg, avec lequel il avait travaillé pendant ses vacances, surtout pour la déviation des rayons X.

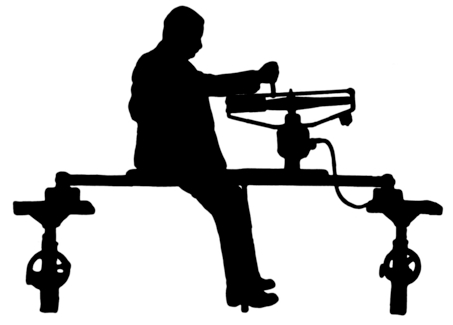
Principe du monorail : R. Pohl montre comment stabiliser le véhicule à l'aide d'un volant d'inertie (extr. de R. W. Pohl, Mechanik).

### Jusqu'en 1914: les rayons X et l'effet photoélectrique
Après avoir soutenu sa thèse de doctorat à l'été 1906, il est recruté comme préparateur de physique sous la direction d'Heinrich Rubens. Il collabore avec James Franck sur le comportement des ions dans les gaz et la mesure de la vitesse des rayons X. En 1909, il travaille sur l'effet photoélectrique dans les métaux et l'année suivante s'adjoint les compétences de Peter Pringsheim (de), collaboration importante pour la fabrication de miroirs métalliques. En 1910, il publie une monographie sur la (télé-)transmission d'images et en 1912 il soutient sa thèse d'habilitation, dont une annexe décrit la découverte par Laue de la déviation des rayons X.
Pohl enseigne ensuite la physique expérimentale, à l'université aussi bien que devant la Physikalische Gesellschaft. Au moment de la déclaration de guerre à la France, il avait déjà publié 54 communications et trois livres,,, tout en développant sa propre collection d'appareils de démonstration.
Au début d'août 1914, Pohl s'engage comme volontaire, mais sa candidature est écartée par le conseil de révision pour raison de santé. Il propose donc à l'Armée, avec Erich Regener (en), de mettre à disposition son propre système de radiographie dans deux sanatoriums ; mais dès le début du mois de novembre, il se voit proposer d'être affecté dans les transmissions, pour la localisation des émetteurs radio ennemis. La Commission d'aptitude des transmissions (VPK) le nomme ingénieur en chef, avec grade de capitaine, qu'il conservera jusqu'à la fin des hostilités.

### Incandescence et phosphorescence: la chaire de Göttingen
Au mois de février 1916, il est nommé professeur surnuméraire à Göttingen mais, étant sous les drapeaux, il ne peut y prendre ses fonctions qu'au début de l'année 1919. L’Université de Stuttgart lui ayant proposé un poste de professeur titulaire en septembre 1919, l'université de Göttingen se décide en décembre 1920 à lui confier la chaire de physique expérimentale, ainsi que la direction du premier Institut de Physique. C'est alors l'âge d'or de la physique à Göttingen, et ses deux collègues ne sont autres que James Franck (Directeur du 2e Institut de Physique) et le théoricien Max Born.
Pohl épouse Tussa Madelung, la sœur d'Erwin Madelung (maître-assistant à Göttingen qui avait dû évacuer Strasbourg avec toute sa famille), à Noël 1922. Le couple aura trois enfants : Ottilie, Eleonore et Robert Otto Pohl (en), futur professeur de physique à l'université Cornell.

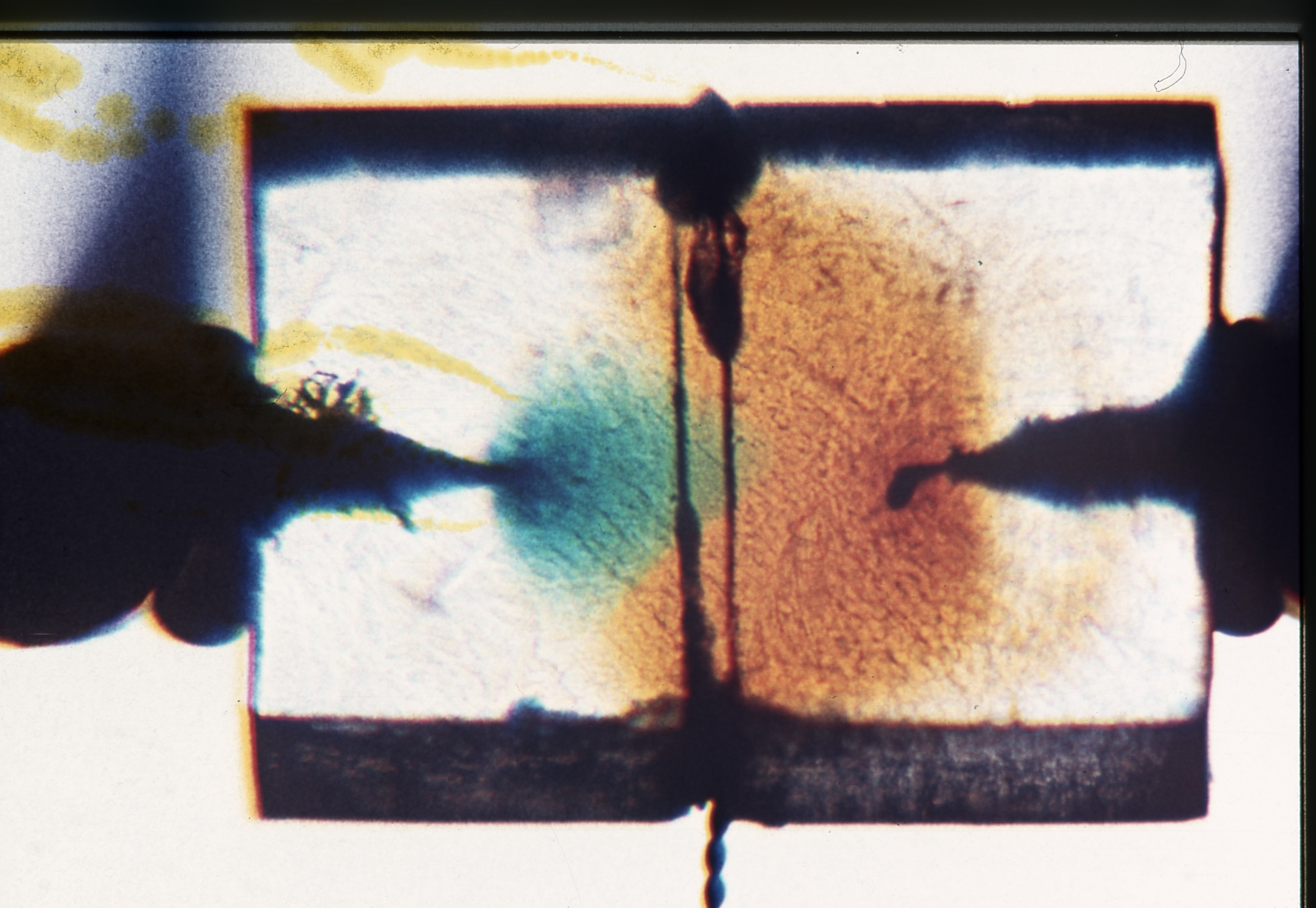
Représentation d'une jonction n (source d'électrons, en vert) et d'une jonction p (et ses lacunes électroniques, en marron) dans un cristal de KI. Cathode (à gauche) et anode (à droite) sont dans la pointe de platine sertie dans le cristal (d'après R. W. Pohl, Elektrizitätslehre, 10e éd., 1944).

Avec l'aide d'un nouvel assistant, Bernhard Gudden, il entreprend en cette année 1919 de nouvelles observations sur l'incandescence, non plus à la surface des solides comme à Berlin, mais dans la masse même des isolants. C'est ainsi qu'il découvre que les cristaux de diamant deviennent conducteurs sous l'effet d'un rayonnement intense. Il découvre ensuite le même comportement dans un premier halogénure alcalin, le chlorure de sodium, qui se colore sous l'action des rayons X. L'étude systématique sur des cristaux artificiels le mène à la découverte de défauts cristallins spécifiques, les centres F dont il fera une description complète. Dès 1938, cela l'amène à mettre au point avec Rudolf Hilsch (de) un prototype d'amplificateur solide en connectant trois électrodes à un cristal de bromure de potassium.
En marge de ses propres expériences, Pohl dirige les recherches de ses collaborateurs à l'Institut : avec le zoologue Alfred Kühn, il étudie la perception des couleurs chez les abeilles ; avec le chimiste Adolf Windaus, il applique la spectroscopie optique pour extraire les ergostérols du cholestérol. Il aide l'archéologue Kurt Müller (de) à photographier des vases antiques en stabilisant l'appareil. Surtout, il permet à un étudiant, Hans Joachim Pabst von Ohain, de prolonger sa thèse en lui fournissant tout le matériel dont il a besoin pour tester un prototype de moteur à réaction.
Pohl a tenu à justifier son attitude sous le régime nazi par les pressions de l’État-major(2e partie). Selon son autobiographie, il n'a jamais adhéré à aucun parti, émettait des réserves contre le régime (il était, dit-il, en contact avec le cercle de Goerdeler par un professeur de lycée, Hermann Kaiser, exécuté en janvier 1945) et même était convaincu dès le début du conflit que l'Allemagne ne pouvait gagner la guerre. Après la capitulation allemande, il fut affecté jusqu'en 1948 à la Commission de dénazification de l'université de Göttingen.

### Son manuel de physique
Par sa famille et ses fréquentations, Pohl était très intéressé par la didactique des sciences, et il a consacré une grande part de son travail à l'enseignement de base des sciences physiques, pour lequel il a imaginé quantité d'appareils et de petites expériences, que l'on retrouve dans ses manuels. Le premier de ces ouvrages est son cours d'électricité (Elektrizitätslehre, 1927) ; puis viennent son manuel de mécanique et d'acoustique (Mechanik und Akustik, 1930), dont la troisième édition sera augmentée d'un chapitre sur la thermique (Wärmelehre) ; le cours d'optique (1941), est augmenté en 1954 (9e éd.) d'une introduction à la physique atomique.

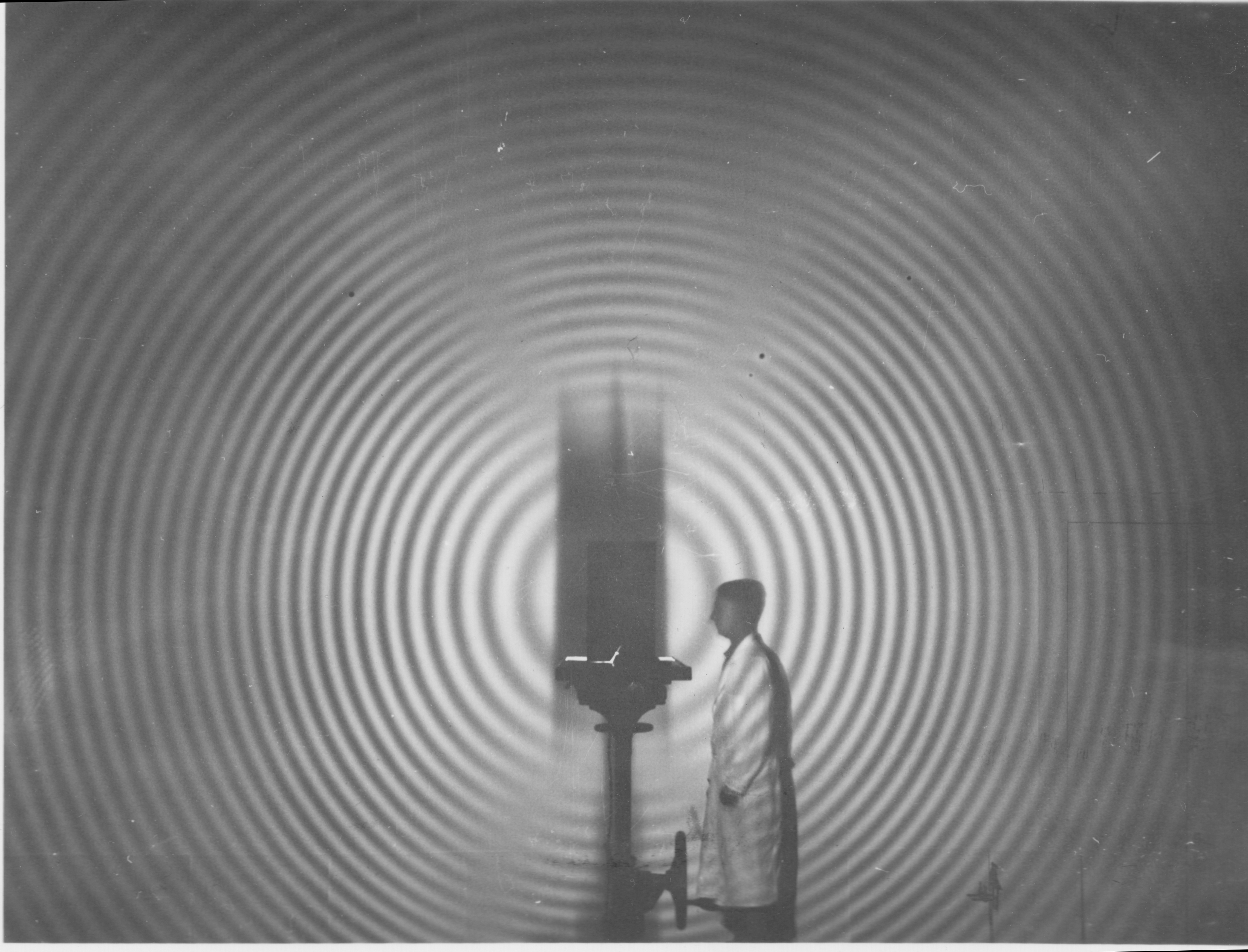
Photo d'une figure d’interférences lumineuses, projetée sur les murs de l'amphithéâtre (tiré de R. W. Pohl, Optik, 2e éd. 1941, paru sous le titre Elektrizitätslehre und Optik)

Au chapitre IX (Quantenoptik fester Körper), il résume les recherches de physique du solide menées à l'institut de Göttingen. La 15e éd. de son manuel d'électricité (1955) est augmentée d'un chapitre sur l'électrisation des solides.
À sa mort, les trois tomes de son cours sont condensés en deux volumes, dont on a expurgé les chapitres supplémentaires, mais sont vendus avec deux films décrivant 110 expériences réalisées avec les appareils de l'auteur. Le second volume comporte une interview filmée du Pr Pohl par Ekkehard Sieker, ainsi qu'une démonstration de l'amplification d'un courant avec un cristal triode et la cérémonie de réception d'Ernest Rutherford comme docteur honoris causa de Göttingen par le doyen Max Born (1931).

### L'après-guerre et la célébrité
Les recherches de l'Institut Pohl de Göttingen avaient fait parler d'elles juste avant la seconde guerre mondiale, à la suite d'une conférence (The conduction of electricity in solids) que Pohl et son assistant Hilsch (de) avaient donnée en 1937 à Bristol. Le premier exposé complet sur les défauts cristallins de type F parut aux États-Unis en 1946. Pohl fut ensuite invité aux États-Unis en 1951 par l'université de l'Illinois pour une série de conférences à Urbana, aux Laboratoires Bell, au Naval Research Laboratory etc. Il y retrouva son collègue Franck, émigré dans ce pays dès 1933, et les relations entre les deux savants se réchauffèrent. Pohl fut derechef invité en 1956 au Laboratoire national d'Argonne pour la première Conférence Internationale sur les Centres Chromatogènes, qui se poursuivront tous les trois ans jusqu'en 1977.
Pohl voulut d'emblée conserver à son institut une taille humaine. Des 55 thésards allemands de ce laboratoire, 11 sont devenus professeurs titulaires dans des établissements allemands ; des sept doctorants étrangers, 6 ont obtenu une chaire d'université.
Élevé au rang de professeur émérite en 1952, Pohl se consacra entièrement à la mise à jour de son manuel de physique élémentaire. Dans une interview accordée en 1974 à son ex-étudiant Heinz Pick, Pohl évoque son travail à Göttingen au cours de ces dernières années.

## Loisirs
Pohl s'est enthousiasmé pour l'école expérimentale Schule am Meer de Martin Luserke dans l'île de Juist. Il jouait fréquemment, et de divers instruments, dans l'orchestre scolaire d'Eduard Zuckmayer et dans la salle de musique de l'école.

## Voir également
- (de) « Publications de et sur Robert Pohl », dans le catalogue en ligne de la Bibliothèque nationale allemande (DNB).
- Souvenirs d'Heinz Pick, avec des anecdotes sur Pohl, AIP, 1982
- (de) Erich Mollwo, Wege in der Physikdidaktik, vol. 3 : Rückblick und Perspektive, 1992, PDF, « Vor- und Frühgeschichte der Festkörperphysik in Deutschland »
- Interview de Robert Wichard Pohl par Thomas S. Kuhn et Friedrich Hund, 25 juin 1963
- « Expériences de physique de Robert Wichard Pohl (1884 - 1976) », sur AV-Portal de la Technische Informationsbibliothek